# Saarbrücker Zeitung Medienhaus
Die Saarbrücker Zeitung Medienhaus GmbH – im alltäglichen Sprachgebrauch „Saarbrücker Zeitungsverlag“ oder „Saarbrücker Zeitungsgruppe“ – ist ein Verlagskonzern mit Sitz in Saarbrücken. Das Unternehmen ist 1969 durch Privatisierung aus der bis dahin staatlichen Saarbrücker Zeitung hervorgegangen. Als Konzern verlegt es unmittelbar sowie in Tochtergesellschaften mehrere Tageszeitungen und betreibt zahlreiche weitere Medien. Mit insgesamt 2.700 Mitarbeitern erwirtschaften die Konzernunternehmen einen Umsatz von 330 Millionen Euro. Der Gewinn liegt nach eigenen Angaben im zweistelligen Millionenbereich.
Mehrheitseigentümer der Saarbrücker Zeitung Medienhaus GmbH mit einem Anteil von 56 Prozent ist die Rheinische Post Mediengruppe, die mit Johannes Werle auch den Vorsitzenden des Aufsichtsrats stellt. Minderheitsgesellschafter sind mit 28 Prozent die von parteinahen Stiftungen getragene Gesellschaft für Staatsbürgerliche Bildung Saar mbh (GSB) sowie mit 16 Prozent die Beteiligungsgesellschaft der Mitarbeiter der Saarbrücker Zeitung.

## Geschichte

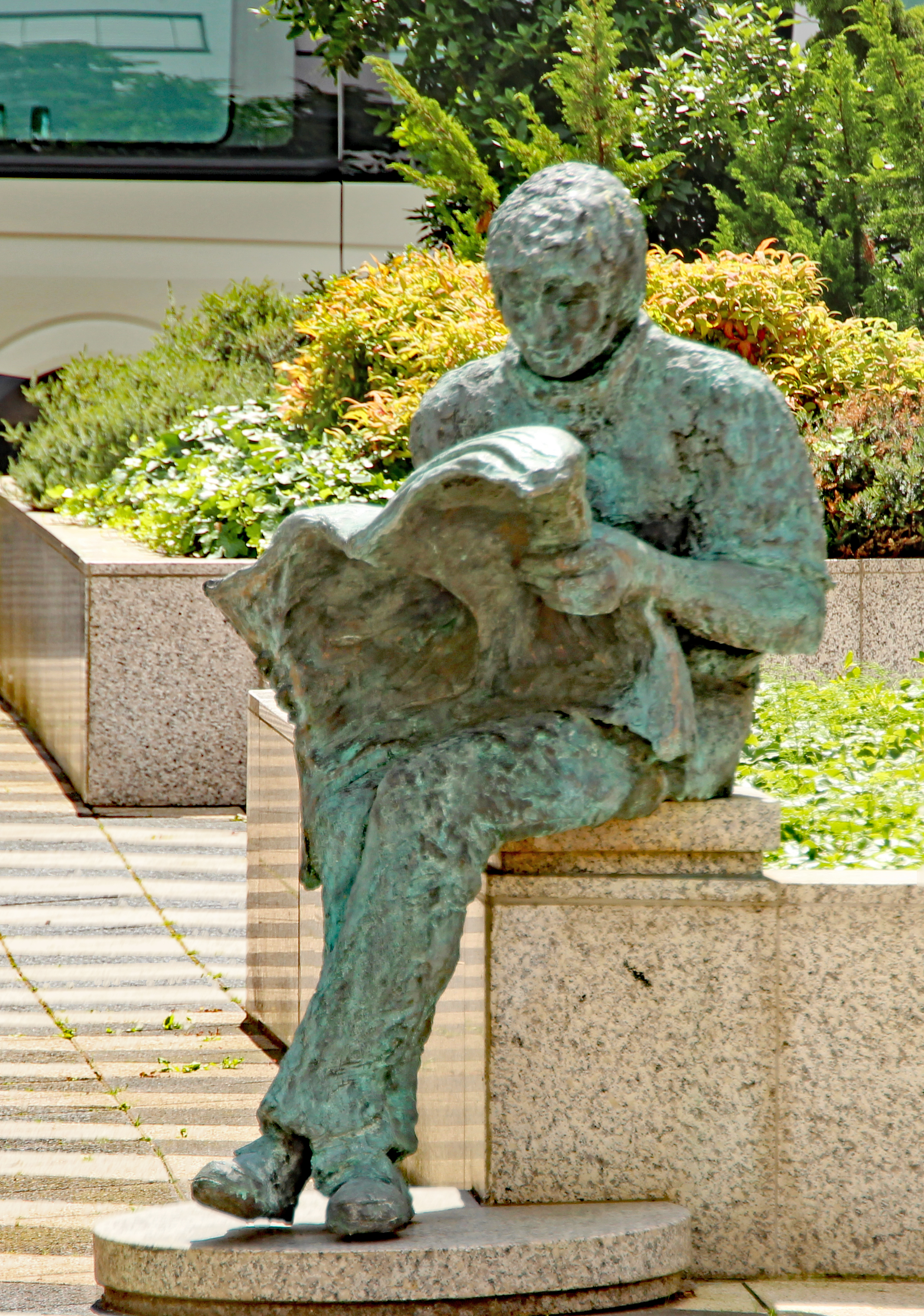
Skulptur eines Zeitungslesers im Innenhof

Die Saarbrücker Zeitung hat durch die wechselhafte Geschichte des Saarlands bis ins Jahr 1761 zurückreichend eine große Zahl Vorgängerinnen unterschiedlicher Namen. Nach der Gleichschaltung in der Zeit des Nationalsozialismus gelangte die Zeitung nach dem Ende des Zweiten Weltkriegs in das Eigentum der Besatzungsmacht Frankreich. Nach dem Beitritt des Saarlands zur Bundesrepublik Deutschland in der Folge der Volksabstimmung vom 23. Oktober 1955 kaufte das neu geschaffene Bundesland 1956 für 1,3 Millionen Mark alle Anteile der Presseverlag Saarbrücker Zeitung GmbH.
Am 5. November 1969 beschloss der Saarländische Landtag die Privatisierung der Saarbrücker Zeitung. Dazu wurde als privatwirtschaftliches Trägerunternehmen die Saarbrücker Zeitung Verlag und Druckerei GmbH gegründet. 49 Prozent der Eigentumsanteile wurden an den Verleger Georg von Holtzbrinck verkauft und 26 Prozent unentgeltlich an die Gemeinnützige Förderergesellschaft Saarbrücker Zeitung übertragen. Die Förderergesellschaft ging im Jahr 2000 in die Gesellschaft für staatsbürgerliche Bildung Saar mbH (GSB) über, deren Anteilseigner die den Parteien CDU, SPD und FDP nahestehenden Stiftungen Union Stiftung, Stiftung Demokratie Saar und Liberale Stiftung Villa Lessing sind.
Bei der Privatisierung der vormaligen SED-Zeitungen verkaufte die Treuhandanstalt im April 1990 die Lausitzer Rundschau an den Saarbrücker Zeitungsverlag, der zu ihrem Betrieb das hundertprozentige Tochterunternehmen Lausitzer Rundschau Verlag und Druckerei GmbH gründete.
Im Mai 2012 gab die Verlagsgruppe Georg von Holtzbrinck ihr Regionalzeitungsgeschäft auf und verkaufte ihren Anteil von 52,33 Prozent am Saarbrücker Zeitungsverlag an die GSB. Die GSB wollte dabei nur vorübergehend als Mehrheitsgesellschafter fungieren. Sie bekundete, sie suche einen neuen Gesellschafter, der den Willen mitbringe, „die regionalspezifischen Ausprägungen der einzelnen Zeitungstitel zu erhalten und weiterzuentwickeln“. Bereits zum 1. Januar 2013 verkaufte die GSB 56 Prozent des Unternehmens an die Rheinische Post Mediengruppe weiter, die die unternehmerische Leitung übernahm und die Tageszeitungen der Gruppe in ihren Konzern eingliederte. 28 Prozent des Saarbrücker Verlags blieben weiterhin im Eigentum der GSB, 16 Prozent gehören einer Beteiligungsgesellschaft der Mitarbeiter. Seit der Mehrheitsübernahme stellt die RP den Vorsitzenden des Aufsichtsrats, zunächst mit Karl Hans Arnold, dann mit Johannes Werle.
2018 verkaufte der Saarbrücker Zeitungsverlag die Lausitzer Rundschau an die Herausgeberin der benachbarten Märkischen Oderzeitung, die Märkisches Medienhaus GmbH & Co. KG. Diese wiederum ist Teil des Medienkonzerns Neue Pressegesellschaft mit Sitz in Ulm, dem zahlreiche Regionalzeitungen in Süd- und Ostdeutschland gehören.
Ende 2021 firmierte die Saarbrücker Zeitung Verlag und Druckerei GmbH um in Saarbrücker Zeitung Medienhaus GmbH.

## Konzernstruktur und Medien
Die Saarbrücker Zeitung Medienhaus GmbH ist als Konzernmutter an zahlreichen Tochterunternehmen beteiligt.

### Tageszeitungen
- Saarbrücker Zeitung Medienhaus GmbH: Saarbrücker Zeitung, Pfälzischer Merkur
- Trierischer Volksfreund Medienhaus GmbH: Trierischer Volksfreund

### Berliner Medienservice (BMS)
Mit der Berliner Medienservice GmbH (BMS) verfügt die Zeitungsgruppe Saarbrücker Zeitung über ein Berliner Korrespondentenbüro, das neben den Zeitungen der Saarbrücker Zeitungsgruppe mehrere andere Regionalzeitungen mit Artikeln der drei Hauptstadt-Korrespondenten versorgt und einen „News-Pool“, dessen Redaktion in Saarbrücken sitzt. Die Website der BMS zählt als ihre Kunden auf die Aachener Nachrichten, die Pirmasenser Zeitung, das Offenburger Tageblatt, die Ludwigsburger Kreiszeitung, die Nordsee-Zeitung, die Pforzheimer Zeitung, die Wetzlarer Neue Zeitung, das Tageblatt in Luxemburg, die Westdeutsche Zeitung mit ihren Kopfblättern Solinger Tageblatt und Remscheider General-Anzeiger, die Hessische/Niedersächsische Allgemeine (Zeitungsgruppe Ippen) und den Hanauer Anzeiger. Die Berliner Medienservice GmbH wurde 2020 verkauft.

### N49 – Agentur für Konzept und Performance GmbH
N49 – Agentur für Konzept und Performance GmbH N49 ist eine Tochtergesellschaft des Verlages und ging im Januar 2020 durch eine Umfirmierung aus der Saarbrücker VerlagsService GmbH hervor. N49 agiert seither als Digitalagentur und berät Kunden aus Wirtschaft und Verwaltung zu Digitalisierungsthemen.
Zu der Agentur gehören auch die beiden Nachrichten-Portale www.sol.de und www.news-trier.de, die mit eigenen Redaktionen über das Saarland sowie die Regionen Trier/Eifel/Hunsrück und Luxemburg berichten.
Die Saarbrücker VerlagsService GmbH (bis Dezember 2019) gab vom 31. März 2005 bis zum 28. Februar 2009 20cent saar heraus. Das Blatt im Tabloid-Format, das sich vor allem an junge Leser richtete, kooperierte mit der Zeitung 20cent in Cottbus, die wiederum zur Lausitzer Rundschau, einer Tochter der Saarbrücker Zeitung (bis 2018), gehörte. Auch dieser Titel erschien ab März 2009 nicht mehr. Von Oktober 2014 bis März 2019 erschien als Angebot der Saarbrücker VerlagsService GmbH außerdem das saarländische Szenemagazin POTATO.

### Multimedia
Im Jahr 2015 erwarb der Verlag die Titelrechte an der „SaarZeitung“ und wandelte das im Raum Saarlouis erscheinende Blatt in eine Vereinszeitung um, die seit 2016 saarlandweit publiziert wird.

### ProServ – Medien Service Gesellschaft mbH
Die Saarbrücker Zeitung Medienhaus GmbH und die Rheinische Post Mediengruppe GmbH halten jeweils 50 % der Anteile der ProServ Medien Service Gesellschaft mbH. Die Rheinische Post hat ihre Anteile 2013 von der Verlagsgruppe Georg von Holtzbrink übernommen. Die ProServ wiederum ist zusammen mit der Verlagsgruppe Ippen zu jeweils 50 % an der markt.gruppe Holding GmbH & Co. KG beteiligt, welche Portale wie markt.de, vrsmedia betreibt. Darüber hinaus ist die markt.gruppe zu 73 % an TENHIL beteiligt. Diese Beteiligungsholding wiederum betreibt Portale wie stellenanzeigen.de, yourfirm.de, Regio Jobanzeiger, jobblitz etc.

### Telemedia
Die Telemedia ist ein Telefonbuchverlag und verlegt die „Blauen Telefonbücher“ in den Verbreitungsgebieten Saarland und Lausitz und betreibt lokales Suchmarketing.

### Postzustellung
Unter der Marke saarriva war der Konzern als Briefzusteller tätig. Seit 2020 wird eine reine Briefkonsolidierung angeboten.

### Amplexor
Die Amplexor International S.A. mit Sitz in Luxemburg, 1987 gegründet als Euroscript Luxembourg, ist ein Dienstleistungsunternehmen für digitale Technologien und Verarbeitung von Inhalten. Sie wurde 2020 verkauft.

### Circ IT
Die Circ IT GmbH & Co. KG ist ein IT-Dienstleister für Verlage und Medienunternehmen, der 2007 als Gemeinschaftsunternehmen der Rheinische Post Mediengruppe und der Verlagsgruppe Georg von Holtzbrinck gegründet wurde. Gesellschafter der Pro Serv sind zu jeweils 50 % die Saarbrücker Zeitung Medienhaus GmbH und die Rheinische Post Mediengruppe GmbH. Die circIT erwarb 2019 den IT-Dienstleister Manß & Partner GmbH. Die Manß & Partner GmbH unterstützt mittelständische Kunden und einige bedeutende Großunternehmen bei der Optimierung von Geschäftsprozessen über SAP-Systemimplementierungen und SAP-Systemintegrationen bis hin zum Upgrade sowie der Migration von SAP-Systemen.